# Sandra Kochmann
Sandra Kochmann (nascida no Paraguai) foi a primeira rabina a servir no Brasil como assistente numa sinagoga do Rio de Janeiro.

## Formação
Ela foi ordenada pela escola rabínica conservadora Seminário Rabínico Latinoamericano “Marshall T. Meyer”, em Buenos Aires, na Argentina, em 2000. Em 2003 começou a trabalhar como rabino no Brasil, especificamente como rabino assistente na maior sinagoga do Rio de Janeiro, chamada Associação Religiosa Israelita. Em 2004 ela se tornou a primeira rabina convidada para o bimah na Congregação Israelita Paulista, a maior sinagoga do Brasil, quando participou da Conferência das Comunidades Judaicas das Américas em São Paulo, onde foi a única mulher entre 25 rabinos. Em 2005 mudou-se para Israel, onde se tornou coordenadora do Kehillah "Masortit Mishpachtit beBeit HaKerem", em Jerusalém. Em 2008, ela foi nomeada coordenadora de casamentos e giyur de Masorti Olami.
Além disso, Kochmann é formada em Gestão e Organização de Instituições Sem Fins Lucrativos, pela Universidad Hebreo-Argentina Bar Ilan e faz parte do movimento conservador Masorti.

## Mulheres e o rabinato
Os brancos não ortodoxos de Judaísmo (reformista, conservador, e reconstrucionista) concordam que as mulheres podem ser rabinas. Às mulheres não foram permitida ser rabinos na ortodoxia judaica tradicional, mas no século 21 as mulheres foram ordenadas como rabinas ortodoxas nos Estados Unidos e em Israel.
Kochmann participou de uma das manifestações realizadas em 2016, na cidade de Jerusalém. Em meio a grande protesto, empurrões e socos dos judeus ultraortodoxos, cem mulheres atravessaram cantando a Porta dos Detritos, acesso mais rápido da Cidade Velha de Jerusalém até o Kotel (nome em hebraico do Muro das Lamentações). Eram protegidas por homens do movimento reformista judaico, que formaram um cinturão de proteção ao seu redor. Elas levavam consigo 12 rolos da Torá, representando as 12 tribos de Israel, os colocaram no Kotel e homens e mulheres puderam rezar juntos no lugar sagrado.

## Um lugar de reza igualitário
Desde 2005, vive em Jerusalém, e atualmente é conhecida como "a rabina do muro", porque coordena as mais de 1.300 ceremônias que acontecem na área igualitária do Muro das Lamentações e recebem famílias do mundo todo.

## Publicações
- O Lugar da Mulher no Judaísmo[14]